# DNASE1L3
DNASE1L3 (англ. Deoxyribonuclease 1 like 3) – білок, який кодується однойменним геном, розташованим у людей на короткому плечі 3-ї хромосоми.  Довжина поліпептидного ланцюга білка становить 305 амінокислот, а молекулярна маса — 35 504.
| 10         |  | 20         |  | 30         |  | 40         |  | 50         |
| ---------- |  | ---------- |  | ---------- |  | ---------- |  | ---------- |
| MSRELAPLLL |  | LLLSIHSALA |  | MRICSFNVRS |  | FGESKQEDKN |  | AMDVIVKVIK |
| RCDIILVMEI |  | KDSNNRICPI |  | LMEKLNRNSR |  | RGITYNYVIS |  | SRLGRNTYKE |
| QYAFLYKEKL |  | VSVKRSYHYH |  | DYQDGDADVF |  | SREPFVVWFQ |  | SPHTAVKDFV |
| IIPLHTTPET |  | SVKEIDELVE |  | VYTDVKHRWK |  | AENFIFMGDF |  | NAGCSYVPKK |
| AWKNIRLRTD |  | PRFVWLIGDQ |  | EDTTVKKSTN |  | CAYDRIVLRG |  | QEIVSSVVPK |
| SNSVFDFQKA |  | YKLTEEEALD |  | VSDHFPVEFK |  | LQSSRAFTNS |  | KKSVTLRKKT |
| KSKRS      |  |            |  |            |  |            |  |            |

A: Аланін

C: Цистеїн

D: Аспарагінова кислота

E: Глутамінова кислота

F: Фенілаланін

G: Гліцин

H: Гістидин

I: Ізолейцин

K: Лізин

L: Лейцин

M: Метіонін

N: Аспарагін

P: Пролін

Q: Глутамін

R: Аргінін

S: Серин

T: Треонін

V: Валін

W: Триптофан

Кодований геном білок за функціями належить до гідролаз, нуклеаз, ендонуклеаз. 
Задіяний у таких біологічних процесах як апоптоз, поліморфізм, альтернативний сплайсинг. 
Білок має сайт для зв'язування з іоном кальцію. 
Локалізований у ядрі, ендоплазматичному ретикулумі.
Також секретований назовні.